# SingleTrackMind
Alex Wong es un cantante, músico y deportista de esquí acuático malayo, que lleva a cabo bajo el nombre artístico de SingleTrackMind, interpreta temas musicales al estilo acuático. Hasta la fecha (octubre de 2007), ha publicado dos álbumes, obtuvo tres nominaciones a los premios en el "Muzik Anugerah Industri", además ganó ocho premios a niveles internacionales en la década de los años 1990 para su equipo de esquí denominado como jet.

## Biografía
Siendo uno de los primeros esquiadores de Malasia, Wong había unido a dos equipos profesionales de jet-ski. Se inició bajo la bandera de la Vía de carreras en 1987, su primer campeonato fue en la Copa 1991 de Dhananbalan en Singapur, y fue elevado al estatus profesional al año siguiente. Ganó el Campeonato de Filipinas de 1994 en Cebú, en 1995, 1996 y 1998, en el  Campeonato de Malasia, Campeonato de 1995 de Corea en Pijin Isla, Campeonato de 1996 de Australia. en Queensland, y la Copa del Rey 1998 Asia-Pacífico en Songkhla, Tailandia. En 1998 se trasladó a Petronas para competir en el "Racing Team", pero nunca ha ganado ningún campeonato desde entonces.

## Discografía

### No Reason
- Lanzamiento: 2003
- Formato: CD
- Etiqueta: Fat Boys Records
- Pistas: Thirteen
- Sencillos: "No Reason", "People in My Own World"

### [hey.]
- Lanzamiento: 1 de marzo de 2007
- Formato: CD
- Etiqueta: Power Records/PMP
- Producción: Bob Koszela
- Pistas: Ten
- Sencillos: "Seventeen (God at the Beach)", "One Day"